# Berwick (Maine)
Berwick è un comune degli Stati Uniti d'America, situato in Maine, nella contea di York.